# Grupul de Acțiune Financiară

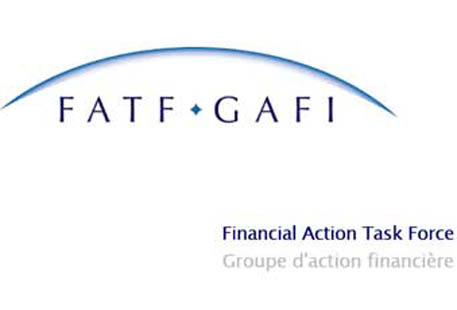
Vechiul logo

Grupul de Acțiune Financiară (GAFI) pentru controlul spălării de bani (en:Financial Action Task Force (on Money Laundering) (FATF), fr:Groupe d'action financière - GAFI) este o organizație interguvernmentală fondată în 1989 din inițiativa statelor din G7 în scopul creării unui organ polițienesc efectiv care să fie capabil a combate spălarea de bani și finanțarea terorismului. Sediul organizației este situat la Paris, în edificiul Cartierului General al OCDE. Actualul președinte este Roger Wilkins .

## GAFI Secretariat
Secretariatul GAFI este condus de secretarul executiv, care este responsabil de livrarea și coordonarea oricărei lucrări privind spălarea banilor, precum și de combaterea finanțării terorismului și a creșterii armelor de distrugere în masă. Acest loc de muncă supraveghează rețeaua GAFI care este formată din 205 de jurisdicții.
Actualul secretar executiv este David Lewis, el a devenit secretar executiv în noiembrie 2015.

## Membri ai GAFI

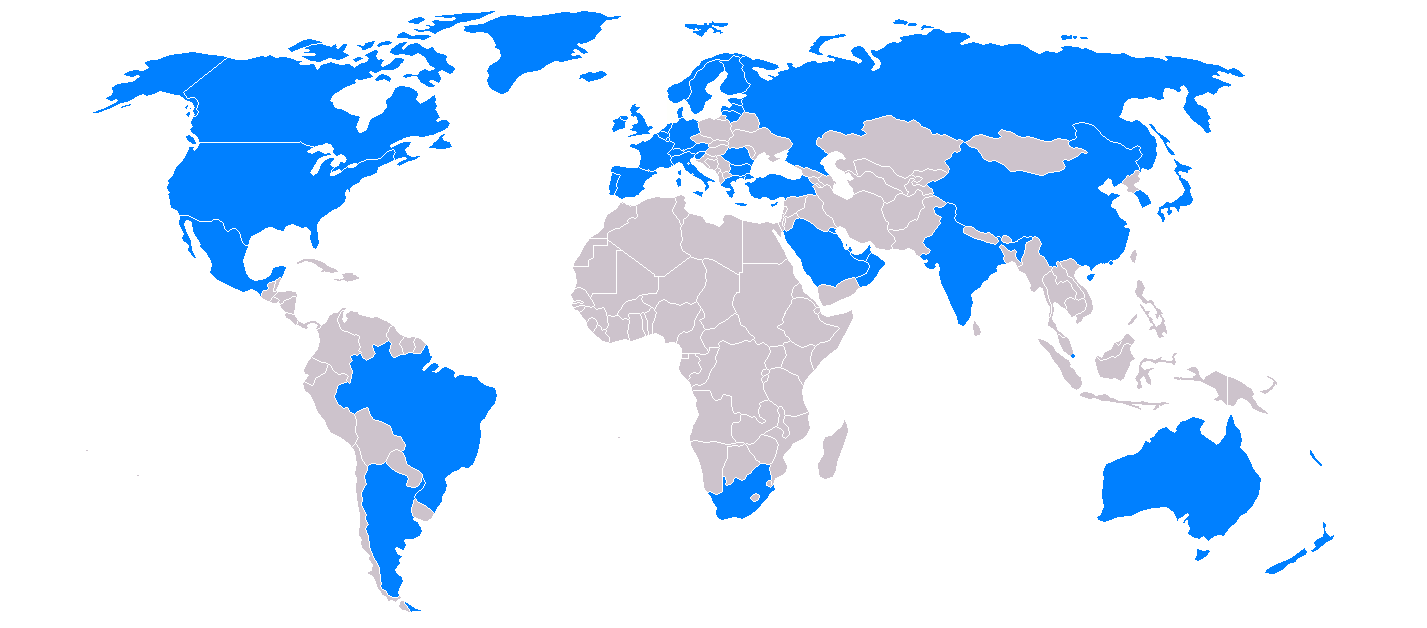
Harta ţărilor membre.

- Africa de Sud
- Germania
- Argentina
- Australia
- Austria
- Belgia
- Brazilia
- Canada
- China
- Comisia Europeană[3]
- Consiliul de Cooperare al Golfului[4]
- Coreea de Sud
- Danemarca
- Spania
- Statele Unite ale Americii
- Finlanda
- Franța
- Grecia
- Hong Kong, China, (China)
- India
- Irlanda
- Islanda
- Italia
- Japonia
- Luxemburg
- Mexic
- România
- Norvegia
- Noua Zeelandă
- Țările de Jos
- Portugalia
- Regatul Unit
- Rusia
- Singapore
- Suedia
- Elveția
- Turcia

## Membrii GAFI
În iunie 2019, există 37 de state membre ale GAFI, iar politicile elaborate de GAFI sunt tratate ca fiind legale. Începând cu membrii săi, GAFI monitorizează progresele țărilor în implementarea Recomandărilor GAFI; examinează tehnicile de spălare a banilor și finanțarea terorismului și măsurile contra-măsuri; și promovează adoptarea și punerea în aplicare a Recomandărilor GAFI la nivel global. Țările sunt supuse evaluării de către GAFI pentru a vedea că respectă legile și reglementările aplicate de GAFI.

## Observatori
- Malaysia, din 2014
- Arabia Saudită, din iunie 2015
- Israel, din iunie 2015